# Vorsteher der Phylen von Oberägypten
Vorsteher der Phylen von Oberägypten (Jmj-r3-s3w-šmˁw) war ein altägyptischer Titel der vor allem im Alten Reich (ca. 2700 bis 2200 v. Chr.) belegt ist. Der Titel taucht mit Sicherheit zum ersten Mal am Beginn der 4. Dynastie bei dem Prinzen Netjeraperef auf und ist insgesamt bei 11 Beamten belegt. Meist erscheint er in Titelreihen zusammen mit dem Titel Größter der Zehn von Oberägypten. Die ersten Titelträger, wie Netjeraperef und Iunu stammen aus der Königsfamilie. Phylen waren Einheiten von Arbeiter. Der Titel scheint an Beamte vergeben worden zu sein, die Arbeitskräfte in Oberägypten für Zwangsarbeiten (Corvée), die für königliche Projekte wie den Pyramidenbau, gebraucht wurden, rekrutierten.